# Sara Tavares
Sara Tavares (ur. 1 lutego 1978 w Lizbonie, zm. 19 listopada 2023 tamże) – portugalska piosenkarka, kompozytorka i gitarzystka. Komponowała muzykę światową z afrykańskimi wpływami.

## Życiorys
Jej rodzice pochodzą z Republiki Zielonego Przylądka, jednak urodziła się i dorastała w Portugalii. 
Zwyciężyła w finale konkursu Chuva de Estrelas (1993/1994) i Portugalskim Telewizyjnym Konkursie Piosenkarskim (1994), a także – reprezentując Portugalię z utworem „Chamar a música” – zajęła ósme miejsce w finale 39. Konkursu Piosenki Eurowizji w Dublinie. W 2006 wystąpiła w reklamie telewizyjnej banku Millennium BCP.
Zmarła 19 listopada 2023 roku z powodu guza mózgu, z którym mierzyła się przez ponad 10 lat.

## Dyskografia

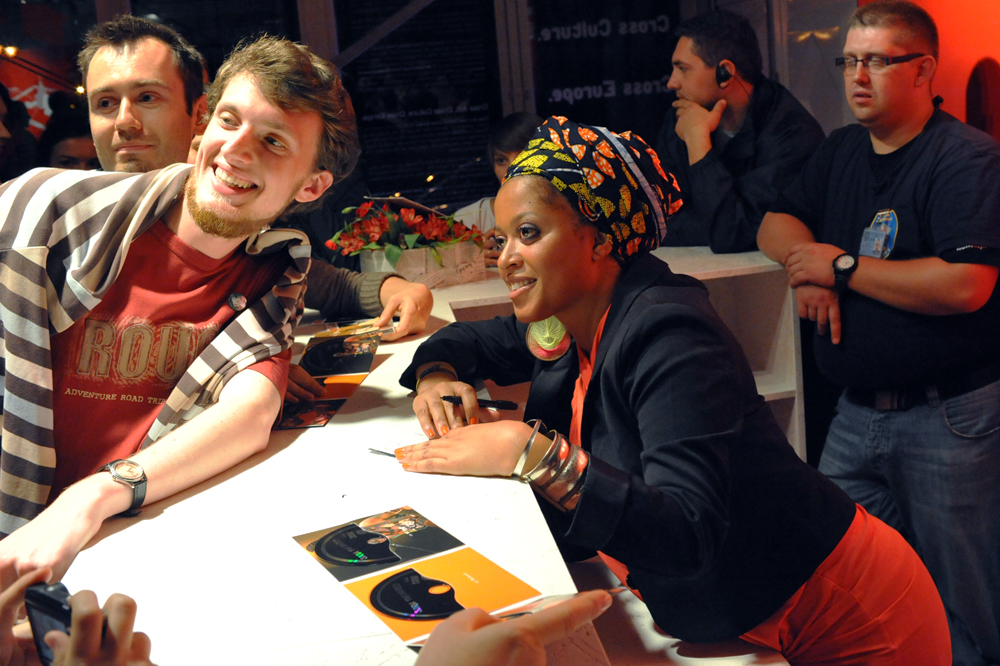
Tavares w Warszawie (2011)

### Albumy
- Sara Tavares & Shout (EP) (BMG, 1996)
- Mi Ma Bô (BMG, 1999)
- Balancê (World Connection, 2005)
- Xinti (World Connection, 2009)
- Fixadu (Sony Music Entertainment, 2017)

### Single
- Chamar a Música (BMG, 1993)
- Pirilampo (1997) – Com os Shout
- Fix Me Jesus/Oh Happy Day (BMG, 1996) – Com os Shout

### We współpracy
- Ala dos Namorados (1999) – Solta-se o Beijo
- Dany Silva (1999)
- Herman José (1999) – Holy Night
- Nuno Guerreiro – Tu Podes Dar
- Júlio Pereira [Faz de Conta] (2003) – Elefantinh

### Kompilacje
- Chuva de estrelas (1994) – One Moment In Time
- Corcunda de Notre Dame (1994) – Longe do Mundo
- Vinte Anos Depois de Ar de Rock (2000) – Saiu Para a Rua
- Canções de Embalar(2001) – Que Nome Lhe Vamos Dar/Lindas Meninas
- Novo Homem Na Cidade (2004) – Nova Feira da Ladra